# José Luis Ezquerra de la Colina
José Luis Ezquerra de la Colina (Santander, 2 de febrero de 1934 - Ciudad de México, 9 de julio de 2016) fue un arquitecto español, nacionalizado mexicano, conocido por crear y desarrollar la Arquitectura Lejanista.

## Biografía
Nacido en Santander, España como hijo de José Luis Ezquerra Sanz e Isabel de la Colina Gómez de Rueda, siendo el menor de tres hermanos.
En 1946 llegó a México, con 12 años de edad; ese mismo año, él y su familia se instalaron en Puebla, donde cursó secundaria y preparatoria. 
A los 18 años de edad se trasladó a la Ciudad de México para estudiar arquitectura, y en 1953 ingresó a la Escuela Nacional de Arquitectura, en la Universidad Nacional Autónoma de México. Años más tarde conoció a Josefina Borobia Souza, con quien se casó y tuvo seis hijos. Durante su vida obtuvo la nacionalidad  mexicana y fue reconocido por ser el creador de la Arquitectura Lejanista.

## Premios y reconocimientos
- 2015 Medalla Antonio Attolini Lack, Instituto Nacional de Bellas Artes.[4][5]
- 2008 Premio Nacional de Arquitectura Federación de Colegios de Arquitectos de la República Mexicana[6]
- 1993 Premio Nacional de Arquitectura por la Universidad Popular Autónoma del Estado de Puebla